# Вейн Тауншип (округ Лоуренс, Пенсільванія)
Вейн Тауншип (англ. Wayne Township) — селище (англ. township) в США, в окрузі Лоуренс штату Пенсільванія. Населення — 2469 осіб (2020).

## Демографія
Згідно з переписом 2010 року, у селищі мешкало 2606 осіб у 1056 домогосподарствах у складі 747 родин. Було 1143 помешкання
Расовий склад населення:
| - 97,1 % — білих - 0,9 % — азіатів - 0,7 % — чорних або афроамериканців - 0,1 % — корінних американців |

До двох чи більше рас належало 1,2 %. Частка іспаномовних становила 1,3 % від усіх жителів.
За віковим діапазоном населення розподілялося таким чином: 18,8 % — особи молодші 18 років, 60,9 % — особи у віці 18—64 років, 20,3 % — особи у віці 65 років та старші. Медіана віку мешканця становила 47,0 року. На 100 осіб жіночої статі у селищі припадало 98,2 чоловіків;  на 100 жінок у віці від 18 років та старших — 96,6 чоловіків також старших 18 років.
Середній дохід на одне домашнє господарство  становив 63 100 доларів США (медіана — 52 500), а середній дохід на одну сім'ю — 74 912 долари (медіана — 62 976). Медіана доходів становила 51 563 долари для чоловіків та 31 071 долар для жінок. За межею бідності перебувало 7,6 % осіб, у тому числі 8,4 % дітей у віці до 18 років та 6,1 % осіб у віці 65 років та старших.
Цивільне працевлаштоване населення становило 1304 особи. Основні галузі зайнятості: освіта, охорона здоров'я та соціальна допомога — 26,0 %, виробництво — 22,8 %, науковці, спеціалісти, менеджери — 8,3 %, роздрібна торгівля — 7,7 %.